# ジョン・グロバム・ハウ (1657-1722)
ジョン・グロバム・ハウ（英語: John Grobham Howe PC、姓はHow（ハウ）とも、名はJohn Grubham（ジョン・グラバム）とも、1657年2月9日 – 1722年6月11日）は、グロスタシャー出身の政治家。名誉革命の後、メアリー2世の宮内副長官（Vice-chamberlain）として庶民院で革命を熱烈に支持したが、1692年に宮内副長官から解任されると野党トーリー党に転じた。1702年にアン女王が即位するとトーリー党が与党になり、ハウも同年に陸軍支払長官（本国駐留部隊担当、在任：1702年 – 1714年）に任命された。晩年は健康が悪化し、1705年に落選した後は2度と選挙に出馬しなかったが、陸軍支払長官の退任はジョージ1世の即位に伴いホイッグ党が政権を握った後のこととなった。議会では第二次分割条約を「3人の泥棒が糾合して盗みを働いているだけ」と批判するなど無遠慮な発言が多かったが、政敵からは宮廷職を失ったため政府を批判した「不平家ジャック」（Jack the Grumbletonian）と揶揄された。

## 生涯

### 生い立ち
ジョン・グロバム・ハウと妻アナベラ（Annabella Scrope、1631年ごろ – 1704年3月21日、初代サンダーランド伯爵エマニュエル・スクロープの庶出の娘）の次男として、1657年2月9日に生まれた。青年期より宮廷に出入りしたが、1678年にリッチモンド公爵夫人フランセス・ステュアートと愛人関係にあるというデマを流したことで宮廷から追放された。その後、風刺詩を創作するようになったが、自身も度々風刺の標的になった。

### ウィリアム3世の治世

#### ホイッグ党の一員として
1683年の結婚で領地を得て、1687年にはサイレンセスター選挙区で野党候補の1人として噂された。1688年の名誉革命の後、1689年イングランド総選挙でサイレンセスター選挙区から出馬して当選、議会におけるホイッグ党急進派の1人になった。同年にストーウェルの地所を購入したほか、同年ごろにグロスタシャーの治安判事に就任、同年にグロスタシャー副統監とモンマスシャー副統監に就任した。議会では法案委員会など議会事務への関与が少なかったが、1689年仮議会の初日より頻繁に議会で演説、名誉革命を熱烈に支持した。これにより同年4月22日にメアリー2世の宮内副長官（Vice-chamberlain）に任命された。ウィリアマイト戦争のロンドンデリー包囲戦（1689年4月 – 8月）でイギリス海軍による救援が一時失敗に終わると、6月1日にこの失敗をめぐる弁論で「ジェームズ王の枢密院にいた人物で（ジェームズに）悪い助言を与えた人物はウィリアム王の顧問官として適格ではない」（these men, who formerly gave the ill counsel, and were of the Privy Council to King James, [...] are not fit to be counsellors to King William）と述べ、全員解任すれば事態が改善すると主張し、ウィリアム3世からの説得を受けても主張を曲げなかった。さらにジェームズ2世の治世で顕職にあった人物への刑罰法（Indemnity Act）やカトリック陰謀事件を捏造したタイタス・オーツの有罪判決取り消しも支持した。
1690年イングランド総選挙ではサイレンセスター選挙区での再選を目指した。ハウ以外ではもう1人の現職議員トマス・マスターが不出馬、伯父の息子にあたるリチャード・グロバム・ハウ（トーリー党所属）と1689年仮議会の議長ヘンリー・ポール（ホイッグ党所属）が出馬した。ポールとリチャード・グロバム・ハウは選挙協力を合意し、リチャードは2人の協力を宣伝したが、ポールは同じくホイッグ党に属するジョン・グロバム・ハウとの選挙戦をためらってリチャードとの協力を宣伝しなかった。ジョンの人気が先行していたため、リチャードは状況を悲観視して、父が別の選挙区で当選させると打診したこともあって2月18日に撤退を宣言したが、ジョンはこれを聞いて選挙戦に資金を投入しなくなった。さらに有力者の第2代ニューバラ伯爵チャールズ・リヴィングストンがサイレンセスターに到着したため、リチャードは再び選挙戦に臨むことを決意した。
投票の結果はジョンが409票、リチャードが340票、ポールが323票を得たが、投票の様子は「（投票を）申し出た人物が全員無差別に受け入れられた」（all persons that offered themselves, promiscuously）と混乱しており、無効票が含まれたことは明らかだった。ジョンの支持者は教区の援助金を受け取らず、サイレンセスターの「by-money」と呼ばれるチャリティー援助金を受け取った人物にも投票権があると主張したが、選管チャールズ・コックス（トーリー党所属）はこの主張を受け入れず、リチャードとポールの当選を宣告した。ジョンは1690年3月に選挙申し立てを提出して、コックスの不公正を告発したが、申し立てが審議されなかったため同年10月に再び申し立てを提出した。2度目の申し立ては10月22日に庶民院の選挙委員会で審議され、委員会はby-moneyのみ受け取った人物に投票権がないと裁定、さらに宿泊人（inmates）の投票権も否定して、有権者を家主（householders）に限定した。ジョンの申し立てが失敗するように見えたが、ジョンは委員会が報告を提出する直前に議員にビラを配り、たとえ無効票が除外されてもジョン252票、リチャード235票、ポール231票になるため、やはり自身が当選すべきであると主張した。そして、11月4日に選挙委員会が報告が提出すると、長い弁論が行われ、結局有権者を家主に限定することが可決され、11月25日にジョンとリチャードの当選が確定した。
1691年に議会でホイッグ党による枢密院議長初代カーマーゼン侯爵トマス・オズボーンと南部担当国務大臣第2代ノッティンガム伯爵ダニエル・フィンチなどの大臣を攻撃、11月初には大同盟戦争におけるイギリス海軍の失態をめぐり「内閣委員会」（Cabinet council）を憲法違反の秘密組織であると批判した。国王ウィリアム3世がさらなる政権攻撃を危惧して介入してきたため、11月7日にエドワード・ラッセル提督の行動が審議にかけられたとき、議場が長い沈黙に包まれ、ハウは「誰も言いたいことがなかったため、失策はなかったと結論付けるべき」（since no one had anything to say, it should be resolved that no miscarriages had occurred）と動議を提出せざるを得なかった。一方で軍への資金提供においては宮廷を支持し、陸軍士官の定員削減に反対した。

#### トーリー党の一員として
1692年3月15日、メアリー2世の宮内副長官から解任された。解任の理由は「メアリー2世が自身を愛していると勘違いして、不適切な発言をした」「不適切発言説はわざと流された理由であり、実際にはホワイトホールの自宅でジャコバイトとの会合を開催したため」という2つの説があり、『英国議会史』では「庶民院における宮廷支持のやる気が薄い」（lack of commitment to the Court in the Commons）ことが理由の1つとされた。理由がどうであれ、ハウは解任を機にウィリアム3世への復讐心を募らせてホイッグからトーリーに転じ、カントリ派の1人として目されるようになった。ただし、トーリーへの転身は一気に行われたわけではなく、1693年1月にカトリック信者への地税二重課税をとりやめることに賛成し、フランスの海岸襲撃失敗について海軍本部委員会の過失を責めなかったなどホイッグ党色の濃い行動も引き続き見られ、『英国議会史』はトーリー党に転身した正確な時期の特定が困難であるとした。
1692年11月にホワイトホールで召使いに切りつけて傷を負わせたとして裁判所への出頭命令を受け、裁判所で罪を認めて12月に恩赦を受けた。
1694年2月に三年議会法案を支持、ハックニーキャリッジへの課税を主張するなどカントリ派トーリー党の一員としての行動がみられるようになり、演説の内容も年を追うごとに無遠慮になっていったため、政敵から宮廷職を失ったことを揶揄され「不平家ジャック」（Jack the Grumbletonian）のあだ名で呼ばれた。同年11月には政府批判を強め、多くの調査委員会に参加した。
1695年イングランド総選挙では1690年の選挙と比べて代替わりが多く、ポールが死去してヘンリー・アイアトン（ホイッグ党所属）が遺産を継承したほか、ニューバラ伯爵が死去してサー・ベンジャミン・バサースト（トーリー党所属）がサイレンセスターでの領地を購入した。バサーストは最初アイアトンとの選挙協力を検討したが、最終的には1695年の選挙での不出馬を決め、代わりにハウを支持した。第2代準男爵サー・ジョン・ガイズ（ハウの姉妹の夫）はハウからの支持を当てにして息子ジョン・ガイズを出馬させたが、ハウはトーリー党に転じていたため親族で現職議員のリチャード・グロバム・ハウとの選挙協力を決め、結局ガイズはアイアトンに協力する形で出馬した。ガイズが未成年で支持を得られず、ハウが（トーリー党所属にもかかわらず）国教忌避者の票を得たため、結果はハウ305票、リチャード・グロバム・ハウ294票、ガイズ235票、アイアトン200票で現職議員2名が再選した。
総選挙直後より大同盟戦争の戦争継続に反対し、陸軍の規模削減に賛成したほか、ウィリアム3世による商務庁創設に対し庶民院も同様の委員会を創設すべきであると主張して対抗した。1696年ウィリアム3世暗殺未遂事件の首謀者第3代準男爵サー・ジョン・フェンウィックの私権剥奪をめぐっても野党に同調した。同年、グロスタシャーの治安判事から退任した。
1698年イングランド総選挙ではサイレンセスターで落選したが、代わりにグロスタシャー選挙区から出馬して当選した。戦争終結に伴い、1698年12月に陸軍と海軍の規模削減に賛成、政府が常備軍の人数を7千から1万に増やそうとしたときは本土防衛や宗教を守ることに常備軍は不要と主張、「適切な統治をする君主はそれら（常備軍）を欲さず、不適切な統治をする君主はジェームズ王と同じ末路を辿る」（no prince that governs well wants them, if ill, his fate will be like King James’s）と述べた。そして、軍の規模削減が可決されると、職を失った士官が半給を受け取れるようにした。1699年2月、ギニーの価値引き下げに対するグロスタシャーの借地人の意見を述べているとき、同じくグロスタシャー選出の第2代準男爵サー・リチャード・コックス（ホイッグ党所属）から自身のグロスタシャーにおける領地の少なさを指摘された。領地が少ないため、意見を聞ける借地人も少なく、したがってハウにグロスタシャーの借地人を代表する資格がないという理屈だったが、ハウは「彼が借地人の数を喜んで教えてくれたので、より多くの票を得たのはだれかについても知りたいです」（[since] that gentleman is pleased to tell me of the number of his tenants, I desire to know who has most votes, he or I）と反撃、コックスを黙らせた。一方、トーリー党のロバート・ハーレーはハウの行動の予測が難しくなっていると判断して、野党活動の妨げにならないようハウを刺激しないようにし、北部担当国務大臣ジェームズ・ヴァーノンもハウに波風を立てる能力はあるものの、性格が荒々しすぎてハーレー派野党には役に立たないと判断した。1700年夏、グロスタシャーの治安判事に復帰した。
1701年1月イングランド総選挙ではコックスを落選させるために別のホイッグ党候補との協力を模索したが、トマス・スティーブンス（Thomas Stephens）も第3代準男爵サー・ジョン・ガイズもコックス支持を表明した。選挙はハウ、コックス、初代準男爵サー・ラルフ・ダットン（ホイッグ党所属）の三つ巴になり、ダットンがハウとの協力を拒否して独自で立候補した結果、ハウ1,709票、コックス1,389票、ダットン1,248票で現職議員2人が再選した。この選挙により庶民院はトーリー党が多数派になったが、ハウとその支持者は与党に入れず、引き続き政府と敵対した。ハウは議会で「これは条約とは呼べない。3人の泥棒が糾合して盗みを働いているだけ」（I cannot call this a treaty, but a combination of three to rob the fourth）と第二次分割条約を批判、ウィリアム3世や世論の怒りを買ったが、議長に就任したハーレーは「ハウの声が小さく、私が病気で（ハウとの）距離も遠かったため」（had a low voice, he was ill and at a distance）ハウの演説が聞こえなかったとして追及を却下した。また、王室費削減をめぐり、ハウが10万ポンド減を主張したのに対し、同じくトーリー党に属する第4代準男爵サー・エドワード・シーモアは政府と示し合わせた折衝案を提示、ハウは説得を受けてシーモアの案を支持した。
1701年11月イングランド総選挙では議会で機転がきかないとみなされて有権者の支持を失い、さらにパンフレットで親仏派のジャコバイトと中傷されたため、得票数3位（1,475票）で落選した。

### アン女王の治世
1702年にアン女王が即位すると、同年4月21日に枢密顧問官に任命され、6月5日にグロスタシャー海軍次官に任命された。ハウは高位の官職に任命されなかったことに不満を感じたが、郵政長官への就任打診については政敵からの「議会における癇癪は抜擢欲しさにした」（[his] peevishness [in parliament] was for want of preferment）の揶揄を気にして辞退、7月に年金を受け取った程度だった。同年の総選挙ではグロスタシャーとグロスター選挙区からの出馬を宣言する一方、保険としてボドミン選挙区とニュートン選挙区からも出馬、ボドミンとニュートンではそれぞれ無投票で当選した。グロスタシャーではハウがアン女王の即位を受けて選挙活動を開始したが、アン女王に提出した式辞（address）におけるウィリアム3世批判が受け入れられず、代わりにグロスタシャー統監の第2代バークリー伯爵チャールズ・バークリー（ホイッグ党所属）が言葉のより強くない式辞を提出した。これにより情勢がトーリー党有利にもかかわらず、グロスタシャーでは接戦になり、集計の結果はホイッグ党のメイナード・コルチェスターと第3代準男爵サー・ジョン・ガイズがそれぞれ2,536票と2,394票でハウが2,370票だった。選管を務めた州長官がハウの支持者からの説得を受けて、ガイズの得た票を調査すると、「ごろつき」（vagabonds、ハウが述べた言葉）約80名が有権者であると詐称して投票したことが判明した。これにより州長官はコルチェスターとハウの当選を宣告した。ガイズによる選挙申し立てでは州長官の行動の適法性が争われ、君主に任命される州長官がその場で票の無効を宣告できるとすると、君主が選挙結果を支配できるという結論にもなる影響の大きい申し立てだった。しかし、11月19日の審議において、どちらの言い分が正しいかについて議論も始まらないうちにサー・サイモン・ハーコートが議会のトーリー党多数を利用し、ハウの当選を認める動議を提出して221票対90票で可決させ、法律問題を回避した。グロスター選挙区でも選挙戦があったものの、投票日までにホイッグ党候補が撤退したため、ハウとウィリアム・トライ（トーリー党所属）が無投票で当選した。結果的にはハウが4選挙区で当選した（公式にはグロスタシャーの代表として議員を務め、それ以外の3選挙区では補欠選挙が行われた）ため、1701年11月の総選挙での不人気と対比して世間体が良くなったとみられた。
第一大蔵卿の初代ゴドルフィン男爵シドニー・ゴドルフィンはハウが再び野党に転じることを危惧したが、開会直後のハウは宮廷を支持し、便宜的国教徒禁止法案に賛成するなどトーリー党元老の1人として行動した。ゴドルフィンは予防策としてハウの官職任命を検討、ハウは1702年12月22日に陸軍支払長官（本国駐留部隊担当）に任命された。任命時点の賃金は1日10シリングだったが、1707年に1日20シリングに増額された。
陸軍支払長官に任命された後も2度目の便宜的国教徒禁止法案（1703年）に賛成するなどトーリー党の一員として行動したものの、麦芽税法案（malt bill、1703年1月）に賛成するなど独自の立場をとることも多かった。また、任命以降は陸軍支払長官としての職務を重視して庶民院での演説が減り、甥にあたるガイズも陸軍支払長官としてのハウを賞賛した。
1705年イングランド総選挙で再選を目指したが、2,385票（得票数3位）でガイズとコルチェスターに敗れて落選した。陸軍支払長官としての貢献は名声を取り戻せるほどには至らず、ゴドルフィンも初代マールバラ公爵ジョン・チャーチルもハウのために議席を探そうとしなかったが、アン女王の治世末期にはハウの名声が改善し、地誌学者サー・ロバート・アトキンスは1712年の著作でハウが官職を得たのは「おべっかではなく、議会における自由な言論による成果であり、彼は真なる愛国者として、祖国への愛を示した」（not by flattery, but by freedom of speech in Parliament, where, as a true patriot, he always showed his love to his country）と評している。

### 庶民院議員の退任以降
落選以降は度々陸軍支払長官からの解任が噂されたほか、健康が悪化をはじめ、1710年6月のバース滞在中には死期が近いと報じられ、1711年4月に再びバースに滞在したときは「歩く幽霊」（walking ghost）と言われるほどだった。1712年3月7日、グロスタシャー海軍次官の官職を息子ジョンに譲った。また、総選挙への出馬も健康の悪化により断念した。
1714年8月にアン女王が死去してジョージ1世が即位すると、ホイッグ党が政権を握った。ハウは枢密顧問官を続投できなかった上、同年10月3日に海外派遣部隊担当の陸軍支払長官トマス・ムーアとともに解任された。これに伴いハウは自領のストーウェル・パークに引退した。
1722年6月11日にストーウェル・パークで死去、14日に同地の教会に埋葬された。ストーウェル・パークやヘレフォードシャー、モンマスシャー、グラモーガンでの邸宅といった遺産は息子ジョンが継承した。

## 家族
1683年4月30日、メアリー・モーガン（Mary Morgan、旧姓バスカヴィル（Baskerville）、1656年洗礼 – 1699年、第3代準男爵サー・エドワード・モーガンの未亡人、ハンフリー・バスカヴィルの娘）と結婚、1男1女をもうけた。
- ジョン（1680年代 – 1742年4月） - 初代チェッドワース男爵[15]
- メアリー（1745年4月26日没） - 第2代準男爵サー・エドモンド・トマス（1723年没）と結婚、子供あり。その後、アンソニー・ポウェル（Anthony Powell）と再婚[5]